# Secrétaire perpétuel de l'Académie française
 (décembre 2024).
Le secrétaire perpétuel de l'Académie française est la plus haute et plus prestigieuse fonction au sein de cette institution. Elle s'exerce à vie à compter de l'élection à cette charge. Membre de droit du bureau annuel de l'Institut de France, le secrétaire bénéficie d'une primauté symbolique sur les secrétaires perpétuels des quatre autres académies. 
Protocolairement, le secrétaire perpétuel prend rang à égalité du chancelier de l'Institut de France et des autres secrétaires perpétuels d'académie (Académie des inscriptions et belles-lettres, Académie des sciences, Académie des beaux-arts, Académie des sciences morales et politiques). 
L'actuel titulaire de cette fonction est Amin Maalouf, depuis le 28 septembre 2023.

## Histoire
En 1672, Louis XIV prend le titre de protecteur de l'Académie française. Dès lors, le titre appartiendra à tous les chefs d’État français (rois, empereurs, présidents de la République) jusqu'à nos jours.
Le secrétaire perpétuel dirige la Commission du Dictionnaire, composée d'un nombre restreint d'académiciens chargé de l'écriture du Dictionnaire de l'Académie française. Il veille également à la publication des travaux de l'Académie.
La première femme à occuper cette fonction est Hélène Carrère d'Encausse, de 1999 à 2023.